# 羊部
羊部，為漢字索引中的部首之一，康熙字典214個部首中的第一百二十三個（六劃的則為第六個）。在傳統漢字與中文簡化字中，其都被歸為六劃部首。羊部通常從上、左方為部字。且無其他部首可用者將部首歸為羊部。

## 部首單字解釋
1.學名：(Caprini; Ovis)，屬脊索動物門、哺乳鋼、偶蹄目、牛科、羊屬的動物，參見「羊」條目。
2.吉祥，通祥。
3.姓。見萬姓統譜 · 四八。
𦍋：ㄇㄧˇ，羊本字，見說文。
⺸：ㄇㄧˇ，羊字小篆的隸定。
芈：ㄇㄧˇ，①羊鳴，見說文。②或作「哶」，見集韻。讀音為ㄇㄧㄝ。③姓。
𦍌：ㄖㄣˋ，⺸字之譌。

## 字形

甲骨文
金文
大篆
小篆

## 部首字元及變形
在 Unicode，相關的部首字元有四個，分別是：
- 康熙部首「⽺」（KANGXI RADICAL SHEEP [U+2F7A]）
- 中日韓部首「⺶」（CJK RADICAL SHEEP [U+2E86]）
- 「⺷」（CJK RADICAL RAM [U+2EB7]）
- 以及「⺸」（CJK RADICAL EWE [U+2EB8]）

至於位於文字區的有「羊」（CJK UNIFIED IDEOGRAPH-7F8A）、偏旁變形「𦍌」（CJK UNIFIED IDEOGRAPH-2634C）

## 字例
| 除部首外之筆劃 | 字例 -{                  |
| -------------- | ------------------------ |
| 0              | 羊𦍋⺸芈𦍌               |
| 1              | 羋                       |
| 2              | 羌                       |
| 3              | 羍美羏羐羑𦍑             |
| 4              | 羒羓羔羖羗羘羙𦍛䍧䍨䍩   |
| 5              | 羕羚羛羜羝羞羕䍪䍫䍬䍭着 |
| 6              | 羠羡羢䍮䍯䍰             |
| 7              | 羣群羥羦羧羨義羪𦎍䍱     |
| 8              | 羫𦎡𦎛䍲䍳䍴䍵䍶         |
| 9              | 羬羭羮羯羰𦎬䍷           |
| 10             | 羱羲䍸䍹                 |
| 11             | 𦎾𦏄䍺                   |
| 12             | 羳羴羵𦏒𦏓䍻䍼           |
| 13             | 羶羷羸羹                 |
| 14             | 羺                       |
| 15             | 羻羼                     |
| 16             | 䍽 }-                    |